# Hydnophytum moseleyanum
Hydnophytum moseleyanum är en måreväxtart som beskrevs av Odoardo Beccari. Hydnophytum moseleyanum ingår i släktet Hydnophytum och familjen måreväxter. Inga underarter finns listade i Catalogue of Life.